# Orthodoxia
Orthodoxia ist ein Verzeichnis der orthodoxen Bischöfe, einschließlich der orientalisch-orthodoxen Kirchen, mit knappen Lebensläufen. Die Angaben sind in der Regel den Kalendarien der einzelnen Kirchen entnommen. Orthodoxia entspricht insofern dem Annuario Pontificio. Es erscheint jährlich im Aschendorff Verlag in Münster. Orthodoxia ist im Internet verfügbar.

## Geschichte
Orthodoxia wurde von 1982 bis 2014 vom Ostkirchlichen Institut Regensburg herausgegeben und von Nikolaus Wyrwoll bearbeitet, seit 2015 wird es vom Institutum Studiorum Oecumenicorum (Institut für Ökumenische Studien) der Theologischen Fakultät der Universität Freiburg im Üechtland herausgegeben.
Orthodoxia ursprünglich gedacht als Hilfsmittel, die nach dem Konzil zahlreichen vagabundierenden „Bischöfe“ mit östlichen Scheintiteln von den Bischöfen zu unterscheiden, die wirklich zu einer östlichen Kirche gehören, mit denen der Heilige Stuhl in Kontakt ist.
Mittlerweile ist „ORTHODOXIA“ zu einem Instrument der Kommunikation geworden. In der 1. Ausgabe 1982 sind rund 800 Bischöfe verzeichnet, in der 22. Ausgabe 2012–2013 rund 1.400.